# Изделие
Изде́лие — продукт труда, вещь, произведённая для практического применения, сделанная с определённым назначением.
В русскоязычной среде «изделие» обычно сопоставляется с англоязычным понятием англ. product («продукция»), в частности, это закреплено в российских стандартах. Ранее в литературе также применяли термин «фабрика́т» (нем. Fabrikat) — фабричное изделие для продажи.

## В машиностроении
В машиностроении под «изделием» подразумевают предмет или набор предметов производства, подлежащих изготовлению в организации (на предприятии) по конструкторской документации. К изделиям допускается относить как завершенные, так и незавершенные предметы производства (полуфабрикаты), в том числе заготовки.
В зависимости от назначения изделий делятся на:
- изделия основного производства — изделия, составляющие предмет готовой продукции, предназначенной для поставки потребителям;
- изделия вспомогательного производства — изделия, предназначенные для собственных нужд предприятия и служащие для изготовления изделий основного производства.

В зависимости от наличия в них составных частей, согласно ГОСТ 2.101-68 делятся на неспецифицированные (не имеющие составных частей, к таковым относят детали) и специфицированные (состоящие из двух и более составных частей). Специфицированные подразделяются на:
- сборочные единицы — изделия, состоящие из нескольких частей, соединенных на предприятии-изготовителе сборочными операциями. Составными частями сборочной единицы могут быть другие сборочные единицы, детали и комплекты;
- комплексы — два или более специфицированных изделия, не соединённых на предприятии-изготовителе сборочными операциями, но предназначенных для выполнения взаимосвязанных эксплуатационных функций. Составными частями комплекса могут быть другие комплексы, сборочные единицы, детали и комплекты;
- комплекты — два или более специфицированных изделия, не соединённых на предприятии-изготовителе сборочными операциями и имеющих общее эксплуатационное назначение вспомогательного характера, например, комплект запчастей. К комплектам также относятся сборочные единицы и детали, поставляемые вместе с основным изделием и предназначенных для выполнения вспомогательных функций.

## В военном деле
В военном деле СССР и России термин «изделие ХХХХ» (где под знаками (буквами или цифрами) ХХХХ подразумевается какой-либо цифро-буквенный код или собственное название) — это какой-либо предмет или объект военного назначения, действительное наименование которого засекречено. По действительному названию «изделия» всегда можно узнать какую-либо полезную информацию. На примере авиации: «изделие Т-10С» — самолёт Су-27, «изделие 120» — ракета Х-55, «изделие 720» — крылатая ракета, «изделие Р» — турбореактивный двигатель НК-32, «изделие Л006» — станция предупреждения об облучении СПО-15 «Берёза». Действительное название «изделия» достаточно долгое время может быть засекречено и не использоваться в открытой переписке и документации для служебного пользования.
Для боевых машин (автобронетанкового вооружения, АБТВ) производства СССР и России применяется индекс ГАБТУ — «объект ХХХ». Например, «объект 188» — это базовая модель танка Т-90.